# حركة التوحيد الإسلامي
حركة التوحيد الإسلامي حركة لبنانية تأسست في مسجد التوبة بطرابلس الشام عام 1402 هـ - آب 1982 م، وبُويعَ سعید شعبان جراد أميرًا للحركة. وضمت التجمعات التالية:
- حركة لبنان العربي بقيادة عصمت المراد.
- المقاومة الشعبية بقيادة خليل عكاوي
- التجمعات المسجدية بقيادة علي مرعب.
- قوات جند الله بقيادة فواز حسين آغا.

## الوصلات الخارجية
- الموقع الرسمي لحركة التوحيد الإسلامي في لبنان